# 三谷昇
三谷 昇（みたに のぼる、1932年〈昭和7年〉4月9日 - 2023年〈令和5年〉1月15日）は、日本の俳優・声優、芸術家。
広島県福山市出身。

## 来歴・人物
広島県立福山葦陽高等学校卒業。「文学座」や「劇団雲」を経て、「演劇集団 円」に所属していた。特技は広島弁。
高校時代から演劇活動を開始。1951年に高校を卒業後、画家を志望して東京藝術大学を受験するが失敗。郷里に帰るのが嫌で文学座に裏方として入団した。4年後、役者へと転身した。
絵心は晩年まで持ち続け、舞台でピエロを演じた経験から「役者は道化」と思い定め、ピエロを描いた「道化石」を共演者らに送ったり、新美南吉の童話『いつのことだかどこのことだか』を紙芝居化したり、公演先でスケッチしたりしており、没後には遺作展も開かれた。
29歳の時に自動車事故で片目を失明した。
1963年、芥川比呂志らと文学座を退団し、劇団雲の旗揚げに参加。
1970年、黒澤明監督の映画『どですかでん』で浮浪者の父親役に起用され、映画やテレビドラマからの出演オファーが増えた。
1975年、演劇集団 円に設立メンバーの一人として参加。別役実作や、蜷川幸雄演出の舞台作品に数多く出演した。
気の弱い男性役や不当に虐げられる役、詐欺師、道化などの役を幅広く担当。特異な風貌から悪役も数多く演じており、男性でありながら妖婆役を演じることもあった。
1970年代頃までは自身の演じる役を子供に言いにくかったが、『ウルトラマンタロウ』で二谷一美ZAT副隊長役のオファーを受けた際、初めて子供に言える役をもらえて嬉しかった、と回想している。
日活ロマンポルノにも多数出演し、スケジュールが合う限り何でもオファーは断らなかったと話している。深作欣二監督に重用され、伊丹十三作品には常連出演した。
2004年に名画座「自由が丘武蔵野館」にて特集上映“大怪優 三谷昇”が開催され、『軍旗はためく下に』『野獣狩り』『夢野久作の少女地獄』などが上映された。その際のトークショーでは、自身が愛着のある出演作として『おろしや国酔夢譚』を挙げている。
2008年に演劇集団 円を退団後も、フリーとして舞台を中心に精力的な活動を続けた。
2015年、第50回紀伊國屋演劇賞・50回記念特別賞にて男優賞を受賞。
2023年1月15日、慢性心不全急性増悪のため死去。90歳没。

## 出演

### テレビドラマ
- ザ・ガードマン（TBS / 大映テレビ室）
  - 第17話「ある夜突然に」（1965年）
  - 第29話「赤い罠」（1965年）
  - 第43話「顔の消えた男」（1966年）
  - 第55話「知らない街」（1966年）
  - 第78話「宝を抱いて地獄へ行け」（1966年）
  - 第99話「予告殺人」（1967年）
  - 第108話「ガードマン本部奇襲作戦」（1967年）
  - 第163話「ゆすり続ける男」（1968年）
  - 第171話「情無用サラリーマン稼業」（1968年）
  - 第216話「偽ガードマン・泣いてくれるなおっ母さん」（1969年）
  - 第219話「魔の13日金曜の連続殺人」（1969年）
  - 第262話「ダービーで大もうけする方法」（1970年）
  - 第314話「女二人ヨーロッパ珍道中」（1971年）
  - 第335話「16歳で結婚! 女はつらいネ」（1971年）
- 大河ドラマ（NHK）
  - 源義経（1966年）
  - 徳川家康（1983年） - 孫三
  - 山河燃ゆ（1984年） - 青山
  - 新選組!（2004年） - 林権助
- 剣（1967年、NTV / C.A.L）
- 無用ノ介（NTV / 国際放映） - 第9話「やってきた無用ノ介」（1969年） - 売り屋のサブ
- 宮本武蔵（1970年、NET / 東映）
- おれは男だ! （1971年、NTV / 松竹）- 教頭先生
- ウルトラシリーズ（TBS / 円谷プロ）
  - 帰ってきたウルトラマン 第22話「この怪獣は俺が殺る」（1971年） - ピエロのサンドウィッチマン
  - ウルトラマンタロウ（1974年） - 二谷一美ZAT副隊長
    - 第51話「ウルトラの父と花嫁が来た!」
    - 第52話「ウルトラの命を盗め!」
    - 第53話「さらばタロウよ! ウルトラの母よ!」
- 気になる嫁さん 第27話「ただ今撮影中!」（1971年 - 1972年、NTV / ユニオン映画） - 番組脚本作家役
- キイハンター 第213話「ずっこけスパイ ハレンチ大学」（1972年、TBS / 東映） - 榊山
- プレイガール 第163話「覗きのライセンス」（1972年、12ch /  東映） - 佐々木次長
- シークレット部隊 第9話「死刑台の未亡人たち」（1972年、TBS / 大映テレビ）
- 火曜日の女シリーズ「いとこ同士」（1972年、NTV）
- 荒野の素浪人（NET / 三船プロ）
  - 第1シリーズ 第24話「襲撃 地の果て白骨ヶ原」（1972年） - 茂助
  - 第2シリーズ 第18話「仇討ち無惨」（1974年） - 岡部作次郎
- 赤ひげ 第4話「秋雨」（1972年、NHK）
- おこれ!男だ(1973年、NTV)-中島教諭
- 恐怖劇場アンバランス 第4話「仮面の墓場」（1973年、CX / 円谷プロ） - 白浜健
- アイフル大作戦 （1973年、TBS / 東映）
  - 第6話「キャーッ! 空から死体と札束が」
  - 第48話「パトカーのガソリン盗難事件」 - 小室刑事
- 荒野の用心棒 第9話「女豹は黄金の嵐を呼んで…」（1973年、NET / 三船プロ） - 紋次
- 追跡 第8話「天使の葬列」（1973年、KTV / C.A.L）
- ママはライバル 第39話「尼僧物語なのだ」（1973年、TBS / 大映テレビ）
- ボクのしあわせ（1973年、CX） - モッキンポット神父
- 非情のライセンス 第1シリーズ 第41話「兇悪の試験地獄」（1974年、NET / 東映） - 吉永昭三
- 子連れ狼 第2部 第8話「石蕗の花」（1974年、NTV / ユニオン映画） - 源三
- 闘え!ドラゴン（1974年、12ch / 宣弘社） - 久利彦左衛門
- 水もれ甲介 第2話「ドラムは捨てたんだ」（1974年、NTV / ユニオン映画） - 小宮源一郎
- ご存じ金さん捕物帳 第23話「大火に消えた女盗賊」（1975年、NET / 東映） - 辰吉
- バーディー大作戦 第43話「電話で人を殺す方法」（1975年、TBS / 東映） - 佐野
- ザ★ゴリラ7 第18話「明日なき殺人ジャガー」（1975年、NET / 東映） - バーテンダー
- 剣と風と子守唄 第26話「壊滅! 恩讐の里」（1975年、NTV / 三船プロ） - 日向武兵衛
- Gメン'75（TBS / 東映）
  - 第8話「裸の町」（1975年） - シャブ中の労務者
  - 第56話「魚の眼の恐怖」（1976年） - 八百徳
  - 第80話「暗闇の密室殺人」（1976年） - 玉井刑事
  - 第85話「'77元旦デカ部屋ぶっ飛ぶ!」（1977年）- 占い師
  - 第304話「プロ野球開幕 ナイター殺人事件」（1981年） - 村井
- 夜明けの刑事 第43話「愛の終わりに殺された女」（1975年、TBS / 大映テレビ） - マンションの管理人
- 燃える捜査網 第2話「女涙の怨み節」（1975年、NET / 東映）
- 愛のサスペンス劇場 / 歯止め（1976年、NTV / 東京映画） - 刑事
- 俺たちの旅 第35話「一緒に仕事をはじめました」（1976年、NTV / ユニオン映画） - 安井
- 気まぐれ天使 第10話「とらぬタヌキとマリアさま」（1976年、NTV / ユニオン映画） - 雑誌社の男
- 怪人二十面相 第8話「さぐれ! 動くミイラの謎」（1977年、CX / 大映テレビ）
- いろはの"い" 第30話「オオカミが来た」（1977年、NTV / 東宝） - ロクさん
- 土曜ワイド劇場（ANB→EX）
  - 「田舎刑事 時間よ、止まれ」（1977年、テレビ朝日） - 兵吉
  - 西村京太郎トラベルミステリー
    - 第4作「寝台特急あかつき殺人事件」（1983年） - 野崎刑事（大阪府警）
    - 第36作「能登半島殺人事件」（2001年） - 佐藤弁護士

  - 考古学者シリーズ 第3作「女優殺し」（1983年、近代映画協会）
  - 松本清張の断線（1983年、東映） - 滝村英子の父
  - 松本清張サスペンス・黒い空（1990年、松竹）
  - 家政婦は見た! 第16作「名門ファッションデザイナー家族の乱れた秘密」（1997年、大映テレビ） - 牧田守利
  - 京都妖怪地図 第7作「京都セクシー妖怪殺人案内〜嵯峨野に棲む吸血美女の復讐!」（1997年、松竹） - 岩佐隆史
  - 松本清張の証言（2004年、イースト）
  - 神父・草場一平の推理 第1作、第2作（2004年 - 2005年、EX / ネクストプロデュース） - 鏡神父
- 快傑ズバット 第20話「女ドラゴン 涙の誓い」（1977年6月15日、12ch / 東映） - 十文字青兵衛
- 大都会 PARTII 第10話「刑事のいのち」（1977年、NTV / 石原プロ） - 兵藤
- 特捜最前線（ANB / 東映）
  - 第13話「愛・弾丸・哀」（1977年） - 片岡
  - 第93話「頭蓋骨を愛した女!」（1979年）
  - 第112話「赤い殺意を飼う女!」（1979年）
  - 第130話「ニセ札・厄病神を拾った男!」（1979年） - 柴田平蔵
  - 第207話「雨傘殺人事件!」（1981年）
- 銭形平次 第599話「冨くじ騒動」（1977年、CX）
- 大追跡 第9話「現金輸送車強奪」（1978年、NTV / 東宝） - 尾張屋の主人
- 横溝正史シリーズII「女王蜂」（1978年、MBS / 三船プロ） - 山本巡査
- 土曜グランド劇場（NTV）
  - 熱中時代・刑事編第2話「熱中刑事vs謎の怪盗」（1979年）- 松山
  - 気分は名探偵（1985年） ‐ 三村善造
  - 金田一少年の事件簿 第1シリーズ 第1話「異人館村殺人事件」（1995年） - 時田十三
- 大江戸捜査網（12ch→TX / 三船プロ）
  - 第102話「般若を背負った女」（1973年） - 竜門の仁吉
  - 第413話「暗殺者が狙う女の烙印」（1979年） - 瀬戸屋
  - 第514話「女隠密 春香の恋」（1981年） - 市松
- 駆け込みビル7号室 第2話「ほん物ニセモノ?! 帰ってきた蒸発亭主」（1979年、CX / 三船プロ）
- 俺はあばれはっちゃく 第9話「けとばせ過保護㋪作戦」（1979年、ANB / 国際放映） - まさみの父
- 鉄道公安官 第24話「少年に太陽を・眼球を探せ!」（1979年、ANB / 東映） - 黒崎
- 探偵物語（NTV / 東映ビデオ）
  - 第9話「惑星から来た少年」（1979年） - 易者
  - 第21話「欲望の迷路」（1980年） - 工藤俊三郎
- 大空港 第62話「刑事は殺シで勝負する!? 名刑事と珍刑事の敵地侵入!」（1979年、CX / 松竹） - 釜上
- 騎馬奉行 第11話「怪盗白羽矢組・女体の罠」（1979年、KTV / 東映）
- 大捜査線 第5話「ひとりだけの密月旅行」（1980年、CX）
- そば屋梅吉捕物帳 第22話「冥土へ走る黄金船」（1980年、12ch / 国際放映） - 松造
- 新・江戸の旋風 第24話「はぐれ宿人質事件」（1980年、CX / 東宝） - 上野
- 爆走! ドーベルマン刑事 第16話「黒バイ刑事の友情!」（1980年、ANB / 東映） - ラーメン店の店主
- 恐怖!パニック!!人喰熊 史上最大の惨劇 羆嵐（1980年、読売テレビ / 東映） - オド
- 電子戦隊デンジマン 第13話「割れた虹色の風船」（1980年、ANB / 東映） - ベーダー怪物12号 アドバルラー（人間態）
- ぼくら野球探偵団 第17話「コピー人間赤マント誕生?」（1980年、12ch / 円谷プロ） - 黒野博士
- 土曜ドラマ（NHK）
  - 松本清張シリーズ・天才画の女（1980年） - 画家
  - ハゲタカ（2007年） - 西野泰三
- 天皇の料理番（1980年 - 1981年、TBS） - 三次郎
- 噂の刑事トミーとマツ（TBS / 大映テレビ）
  - 第1シリーズ 第56話「トミマツ腰抜け・女は魔物だ」（1981年）
  - 第2シリーズ 第22話「トミマツ呆然! 課長必殺の突撃」（1982年）
- ザ・サスペンス / 松本清張の馬を売る女（1982年、TBS / 大映テレビ） - 滝沢（渋川厩舎）
- 時代劇スペシャル（CX）
  - 御用船炎上（1982年、三船プロ） - 清吉
  - 道場破り（1982年、松竹） - 当中軒
- 太陽にほえろ! （NTV / 東宝）
  - 第509話「列車の中の女」（1982年） - 小湊署刑事
  - 第556話「南国土佐・黒の推理」（1983年） - 高知の巡査
  - 第560話「愛される警察」（1983年） - 「もみの木」の客
  - 太陽にほえろ!PART2 第3話「老犬ムク」（1986年） - 古着屋店主
- 宇宙刑事ギャバン 第30話「ドンホラーの息子が魔空城に帰って来た」 - 第44話「ドンホラーの首」（1982年 - 1983年、ANB / 東映） - 魔女キバ
- 意地悪ばあさん さよならスペシャル「天国と地獄の巻」（1982年、CX / テレパック） - 奪衣婆
- 月曜ワイド劇場（ANB）
  - 深川通り魔殺人事件 （1983年）- 警官
- 必殺仕事人IV 第25話「主水の上役 転勤する」（1984年、ABC / 松竹） - 北城屋利兵衛
- 事件記者チャボ! 第11話「チャボ、危機一パツ!」（1984年、NTV / ユニオン映画） - 七谷秀一
- 安寿子の靴（1984年10月13日、NHK） - としをの父
- 刑事物語'85 第14話「放火魔」（1985年、NTV / ユニオン映画）
- 迷宮課刑事おみやさん 第8話「1年前の花の17才女子高生殺しが今日…!」（1985年、ABC / アズバーズ） - 田村義人
- 誇りの報酬 第12話「これが情報屋のホコリだ!」（1985年、NTV / 東宝） - 大塚
- 真田太平記 第15話「暗闘忍びの群れ」（1985年7月10日、NHK） - 佐久間峯蔵
- 火曜サスペンス劇場（NTV）
  - 父と子の炎（1981、松竹）
  - 幻の罠（1982、トリッセンエンタープライズ） - 警察官
  - たそがれに標的を撃て（1982、東映） - 並木（毎朝新聞記者）
  - 松本清張スペシャル・わるいやつら（1985年、松竹） - 内藤刑事
  - 浅見光彦ミステリー 第4作「美濃路殺人事件」（1988年、近代映画協会） - 吉田
  - 地方記者・立花陽介 第4作「青梅奥多摩通信局」（1994年、近代映画協会）
- セーラー服反逆同盟 第13話「水着がいっぱい！学園騒動」（1987年、NTV / ユニオン映画） - 悪田脳水
- ジャングル 第1話 - 第4話「バラバラ事件」（1987年、NTV / 東宝） - 徳田刑事
- ザ・ドラマチックナイト→金曜エンタテイメント（CX）
  - 松本清張の地方紙を買う女（1987年、大映テレビ）
  - 松本清張の異変街道（1993年） - 甚兵衛
- 現代恐怖サスペンス / ししゃもと未亡人（1987年、KTV / 東映） - 隣人の夫婦（夫）
- 魔法少女ちゅうかないぱねま!（1989年、CX / 東映） - チグリス
- 愛しあってるかい!（1989年、CX） - 表参道女子高校の教諭（※レギュラー出演）
- 刑事貴族 第14話「その時、正義が死んだ」（1990年、NTV / 東宝）
- さすらい刑事旅情編III 第1話「裏切りの寝台特急北斗星・歪んだ愛情」（1990年、ANB / 東映）
- 寛永風雲録（1991年、NTV）
- 月曜ドラマスペシャル / 松本清張作家活動40年記念・黒い画集 坂道の家（1991年、TBS / オフィスヘンミ）
- 世にも奇妙な物語（1991年、CX）
  - 「そこではお静かに」
  - 「夢のつづき」
- 名奉行 遠山の金さん 第5シリーズ 第3話「狙われた女盗賊」（1993年、ANB / 東映） - 加助
- 影武者徳川家康（1998年、テレビ朝日） - 風魔風斎
- 御家人斬九郎 第4シリーズ 第7話「武者修行」（1999年、CX / 映像京都） - 道場主
- 東京ラブ・シネマ 第12話「奇跡の夜」（2003年、CX）
- 夜桜お染 第8話「幼なじみ」（2004年、CX）
- 砦なき者（2004年、EX）
- 水戸黄門（TBS / C.A.L）
  - 第32部 第11話「紅花咲かせた豪傑女医 -山形-」（2003年） - 甚六
  - 第34部 第4話「お世継ぎの陰謀を暴け -仙台-」（2005年） - 福留鉄斉
  - 第35部 第5話「お転婆姫の大変身! -大分-」（2005年） - 福留鉄斉
  - ナショナル劇場50周年記念特別企画スペシャル （2006年3月13日） - 福留鉄斎
- ふたつの祖国（2005年、NTV）
- 金曜ナイトドラマ / 時効警察 第9話「さよならのメッセージは別れの言葉とは限らないと言っても過言ではないのだ!」（2006年、EX）
- 復讐するは我にあり（2007年、TX） - 映画館の客
- 素浪人 月影兵庫 第2話（2007年、EX） - 細野甚左

### 映画
- そっくり大逆転（1966年、松竹）
- 若者はゆく -続若者たち-（1969年、松竹）
- どですかでん（1970年、東宝） - 乞食の父親
- 高校さすらい派（1970年、松竹） - 犬山守
- 喜劇 女生きてます（1971年、松竹） - インテリ風の客
- 恋人って呼ばせて（1971年、東宝）
- 潮騒（1971年、東宝） - 行商人
- やるぞみておれ為五郎（1971年、松竹）
- 旅の重さ（1972年、松竹）
- 現代やくざ 人斬り与太（1972年、東映） - 谷口
- 人斬り与太 狂犬三兄弟（1972年、東映） - 谷
- 音楽（1972年、ATG）
- 辻が花（1972年、松竹）
- 軍旗はためく下に（1972年、東宝）
- 野獣狩り（1973年、東宝）
- 高校生無頼控 突きのムラマサ（1973年、東宝）
- さえてるやつら（1973年、東宝）
- 人間であるために（1974年、新映画協会）
- 喜劇 だましの仁義（1974年、東宝） - 船頭
- 青い山脈（1975年、東宝）
- 球形の荒野（1975年、松竹）
- 仁義の墓場（1975年、東映） - 墓石職人
- 大脱獄（1975年、東映） - 梢の仕事仲間
- 冒険者たち（1975年、冒険舎） - 老乞食
- 太陽は泣かない（1976年、日本福祉映画協会）
- 暴走パニック 大激突（1976年、東映）
- 犬神家の一族（1976年、角川春樹事務所 / 東宝） - 藤崎鑑識課員
- 日本人のへそ（1977年、ATG） - 鉄道員
- 壇の浦夜枕合戦記（1977年、日活） - 人買い古三
- 犬神の悪霊（1977年、東映） - 駐在
- 夢野久作の少女地獄（1977年、日活）
- 獄門島（1977年、東宝） - 復員服の男
- 宇宙からのメッセージ（1978年、東映） - 老婆カメササ
- 教師 女鹿（1978年、日活） - 森岡理平
- 青い獣 ひそかな愉しみ（1978年、日活）
- 鬼畜（1978年、松竹） - 新幹線の車掌
- 悪魔が来りて笛を吹く（1979年、東映） - 沢村刑事
- 赫い髪の女（1979年、にっかつ） - アル中の男
- 俺達に墓はない（1979年、東映セントラルフィルム） - 黒田
- 夢一族 ザ・らいばる（1979年、東映） - 銀行員
- 黄金の犬（1979年、松竹） - 大橋
- 病院坂の首縊りの家（1979年、東宝） - 石切鑑識課員
- 希望ヶ丘夫婦戦争（1979年、にっかつ） - 中村一郎
- トラック野郎・熱風5000キロ（1979年、東映） - 小林実
- 堕靡泥の星 美少女狩り（1979年、にっかつ）
- ニッポン警視庁の恥といわれた二人 刑事珍道中（1980年、東映）
- 少女娼婦 けものみち（1980年、にっかつ） - 浪曲師
- 宇能鴻一郎の貝くらべ（1980年、にっかつ）
- 翔んだカップル（1980年、東宝） - 教頭先生
- ミスターどん兵衛（1980年、東映） - 守衛
- 女教師 汚れた放課後（1981年、にっかつ）
- 幸福（1981年、東宝 / フォーライフ） - 徳丸館の主人[10]
- 天使のはらわた 赤い淫画（1981年、にっかつ）
- 日本フィルハーモニー物語 炎の第五楽章（1981年、にっかつ）
- ラブレター（1981年、にっかつ） - 産婦人科医
- 魔界転生（1981年、東映） - 旅の僧
- 夏の秘密（1982年、松竹） - 老人
- 誘拐報道（1982年、東映） - 借金取り
- 探偵物語（1983年、角川春樹事務所 / 東映） - ラブホテルのマネージャー
- 性的犯罪（1983年、にっかつ） - 刑事
- のぞき（1983年、にっかつ）
- 泪橋（1983年、東映） - 質屋の主人
- 積木くずし（1983年、東宝） - 河野
- 居酒屋兆治（1983年、東宝） - 中村巡査部長
- 上海バンスキング（1984年、松竹）
- 湯殿山麓呪い村（1984年、東映） - 大曽根
- 祝辞（1985年、松竹） - 西口課長
- 俺ら東京さ行ぐだ（1985年、松竹） - カメラマン
- 星くず兄弟の伝説（1985年、シネセゾン） - 曽根
- 恋文（1985年、松竹富士） - 教頭先生
- ビッグマグナム 黒岩先生（1985年、東映）
- 熱海殺人事件（1986年、ジョイパックフィルム） - 裁判長
- 子象物語 地上に降りた天使（1986年、東宝）
- 紳士同盟（1986年、東映） - 黒岩達己
- ブンナよ、木からおりてこい（1987年、ダックス・インターナショナル）
- メイク・アップ（1987年、ニュー・センチュリー・プロデューサーズ）
- ロボフレンド - Too Much （1987年、キャノン・フィルムズ） - ホテルマン
- ビー・バップ・ハイスクール 高校与太郎音頭（1988年、東映）- パチンコ屋のおやじ
- 死霊の罠（1988年、ジョイパックフィルム、池田敏春監督）　-　刑事
- メロドラマ（1988年、シネ・ロッポニカ） - 理髪店の主人
- マルサの女2（1988年、伊丹プロ / 東宝） - 警官
- スウィートホーム（1989年、伊丹プロ / 東宝） - 中年の役人
- はぐれ刑事純情派（1989年、東映）
- 黒い雨（1989年、東映） - 郵便局長
- あ・うん（1989年、東宝） - おでん屋の主人
- 釣りバカ日誌3（1990年、松竹） - 内野部長
- 妖怪天国 ゴースト・ヒーロー（1990年、パパドゥ）
- 飛ぶ夢をしばらく見ない（1990年、松竹）
- ミンボーの女（1992年、伊丹プロ / 東宝） - フロント課長
- おろしや国酔夢譚（1992年、東宝）
- 私を抱いてそしてキスして（1992年、東映）
- 寒椿（1992年、東映）
- 大病人（1993年、伊丹プロ / 東宝）
- 怖がる人々（1994年、松竹） - 番頭
- エレファント ソング（1994年、WOWOW / ビターズ・エンド） - 下月誠一郎
- 静かな生活（1995年、伊丹プロ / 東宝） - 小説の中の男
- パラサイト・イヴ（1997年、角川書店 / 東宝） - 石原睦男
- 釣りバカ日誌9（1997年、松竹） - 牧野営業部長
- マルタイの女（1997年、伊丹プロ / 東宝） - 劇場プロデューサー
- 借王＜シャッキング＞1（1997年、日活） - 戎興産社長 野田玄太郎
- 鍵（1997年、東北新社 / 東映） - 児島医師
- あつもの（1999年、日活 / シネカノン） - 宝来五十次
- おもちゃ（1999年、東映）
- どら平太（2000年、東宝） - 落合主水正
- 生地獄（2000年、つんくタウンFILMS）
- 赤い橋の下のぬるい水（2001年、日活） - 面接官
- 連句アニメーション「冬の日」（2003年、IMAGICAエンタテインメント）
- でらしね（2004年、ライズピクチャーズ） - アカちゃん
- 姑獲鳥の夏（2005年、日本ヘラルド映画） - 紙芝居屋
- 蟬しぐれ（2005年、東宝） - 権六
- イン・ザ・プール（2005年、日本ヘラルド映画） - 姫乃木医師
- 同じ月を見ている（2005年、東映） - 住職
- 愛の流刑地（2007年、東宝）
- 吉祥天女（2007年、「吉祥天女」製作委員会） - 三木
- その夜の侍（2012年、テレビマンユニオン）
- TOKYOてやんでぃ（2013年）
- 蜃気楼の舟（2016年、アップリンク） - 囲われる老人

### 舞台
- 榎本武揚（1967年、劇団雲） - 贋金造り
- 黄金の国
- 夜叉ヶ池
- 錬金術師
- おたまじゃくしはかえるのこ
- もーいいかい・まーだだよ
- 今日子
- わが師・わが街
- 桜の園
- 帰ってきたピノッキオ
- 身毒丸
- オイディプス王
- ワニを素手でつかまえる方法
- トラップストリート
- ロスメロスホルム
- ミュージカル「ドラゴンクエスト」
- エンドゲーム（2006年）
- ガス人間第1号（2009年）
- 血は立ったまま眠っている（2010年）

### テレビアニメ
- プリンセスチュチュ（2002年、ハルフィルムメーカー） - ドロッセルマイヤー

### 劇場アニメ
- 千夜一夜物語（1969年、虫プロ / 日本ヘラルド） - ジン
- クジラの跳躍 Glassy Ocean（1998年、メディアボックス） - 画家のR

### ゲーム
- 宇宙刑事魂（2006年、バンダイナムコゲームス） - 魔女キバ

### 吹き替え
- エンド・オブ・デイズ（2001年、テレビ朝日版）- ローマ法王（演：マーク・マーゴリス）
- チキ・チキ・バン・バン（2002年、ソフト版）- チャイルドキャッチャー（演：ロバート・ヘルプマン）
- メン・イン・ブラック2（2002年、劇場公開版）- 長老の声（演：ピーター・シラグサ）

### 人形劇
- ネコジャラ市の11人（1970年、NHK） - チャビンシュタイン
- 真田十勇士（1975年 - 1977年、NHK） - 戸沢白雲斎、由利鎌之助〈初代〉
- 人形劇 三国志（1982年 - 1984年、NHK） - 龐統 他
- 人形歴史スペクタクル 平家物語（1993年 - 1995年、NHK） - 平忠盛

### ラジオドラマ
- R62号の発明（1980年、NHKラジオ第1） - 高水
- 少年アリス（1989年5月8日～5月12日、アドベンチャーロード、NHK-FM） - 夜の先生
- 顔に降りかかる雨（1997年7月14日～7月25日、青春アドベンチャー、NHK-FM） -  耽美小説家 川添桂